# Ritual (pel·lícula de 2012)
Ritual (indonesi: Modus Anomali) és una pel·lícula de thriller psicològic indonèsia de 2012 escrita i dirigida per Joko Anwar. És protagonitzada per Rio Dewanto al paper principal i és la primera pel·lícula en anglès d'Anwar. Segons Anwar, va fer la pel·lícula en anglès simplement per indicar que no té lloc a Indonèsia.

## Argument
La pel·lícula s'obre amb un home (Rio Dewanto) que es desperta enterrat en una tomba poc profunda al mig d'un bosc sense recordar el que li va passar. Troba indicis que té una família i, per tant, viatja per la selva intentant retrobar-se amb la seva dona i els seus fills. Tanmateix, aviat descobreix que no està sol i que hi ha algú que intenta matar-lo a ell i a la seva família.

## Repartiment
- Rio Dewanto com a John Evans
- Hannah Al Rashid com a dona
- Izzi Isman com a noia
- Aridh Tritama com a noi
- Sadha Triyudha com a fill gran
- Jose Gamo com a fill menor
- Marsha Timothy com a dona
- Surya Saputra com a marit

## Producció

### Desenvolupament
Anwar ha afirmat que va concebre per primera vegada la idea de la pel·lícula el 2006. Segons la productora Sheila Timothy, Anwar va compartir la història amb ella per primera vegada el 2009 mentre feia The Forbidden Door, que també va produir a través de Lifelike Pictures.

### Rodatge
El rodatge va tenir lloc al mont Pancar a Sentul, Java occidental, durant 10 dies el novembre de 2011.

## Estrena
Ritual es va estrenar als cinemes d’Indonèsia el 26 d'abril de 2012. També va ser seleccionat per a la seva projecció al 2012 South by Southwest a Austin, Texas, Estats Units.

## Recepció
La pel·lícula va rebre crítiques diverses després de l'estrena. Anton Bitel de Little White Lies va donar a Ritual una crítica positiva, qualificant la narració de "desorientadora" amb un final que "fa que tots els elements dispars de la pel·lícula cohereixin d'una manera enginyosa i inquietant". En una crítica tèbia, Cornila Desyana de Tempo va qualificar la pel·lícula d'"absurda" i va criticar la manca de diàlegs fins i tot per al personatge principal.
John Townsend de Starburst va criticar la pel·lícula, dient: "En lloc del que podria haver estat un thriller tens i tens, Ritual descendeix a una pel·lícula de persecucions cansades on mai t'importa qui persegueix a qui, o per què.

## Premis i nominacions
| Any  | Premi                        | Categoria                               | Receptor                            | Resultat  |
| ---- | ---------------------------- | --------------------------------------- | ----------------------------------- | --------- |
| 2012 | 32ns Premis Citra            | Millor so                               | Khikmawan Santosa Yusuf A. Patawari | Nominat   |
| 2012 | Festival de Cinema de Molins | Millor director                         | Joko Anwar                          | Guanyador |
| 2012 | South by Southwest           | Midnight Audience Award                 | Ritual                              | Nominat   |
| 2013 | Fantasporto                  | Gran Premi Orient Express               | Joko Anwar Lifelike Pictures        | Nominat   |
| 2013 | Fantasporto                  | Premi Especial del Jurat Orient Express | Joko Anwar Lifelike Pictures        | Nominat   |